# Уайр-Форест
Уайр-Форест (англ. Wyre Forest) — неметрополитенский район (англ. non-metropolitan district) в графстве Вустершир (Англия). Административный центр — город Киддерминстер.

## География
Район расположен в северной части графства Вустершир, граничит с графствами Шропшир и Стаффордшир.

## История
Район был образован 1 апреля 1974 года в результате объединения боро Бьюдли и Киддерминстер, городского района (англ. Urban district) Сторпорт-он-Северн и сельского района (англ. Rural District) Киддерминстер.

## Состав
В состав района входят 3 города:
- Бьюдли
- Киддерминстер
- Сторпорт-он-Северн

и 10 общин (англ. civil parish):
- Брум
- Чаддесли-Корбетт
- Черчилл-энд-Блэкдаун
- Киддерминстер-Форен
- Риббесфорд
- Рок
- Рашок
- Стон
- Аппер-Арли
- Вулверли-энд-Кукли